# Anonyx laticoxae
Anonyx laticoxae är en kräftdjursart som beskrevs av Gurjanova 1962. Anonyx laticoxae ingår i släktet Anonyx och familjen Uristidae. Inga underarter finns listade i Catalogue of Life.